# United Nations Security Force in West New Guinea
Die United Nations Security Force in West New Guinea (deutsch Sicherheitstruppe der Vereinten Nationen in Westneuguinea, UNSF) war eine UN-Friedensmission basierend auf der UN-Resolution 1752 (XVII) (GV) vom 21. September 1962 und fand vom Oktober 1962 bis April 1963 statt.
Ziel des UN-Mandats war die Kontrolle des Waffenstillstands sowie die Sicherung der öffentlichen Ordnung in Westneuguinea. Vorausgegangen waren Spannungen und begrenzte militärische Gefechte zwischen den Niederlanden und Indonesien. Während die Niederlande ihre Kolonie nach einem entsprechenden Votum der Bevölkerung Niederländisch-Neuguineas in die Unabhängigkeit entlassen wollten, beanspruchte Indonesien die Region für sich. 
Das Hauptquartier der Mission befand sich in Hollandia, dem heutigen Jayapura. Die Mission wurde durch Generalmajor Said Uddin Khan aus Pakistan geführt.
UNSF war der polizeiliche Arm der United Nations Temporary Executive Authority (UNTEA), einer Verwaltungsmission der Vereinten Nationen, die den reibungslosen Übergang der Hoheitsgewalt über Westneuguinea von den Niederlanden auf Indonesien sicherstellte.